# 오이악스
오이악스(Oeax)는 그리스 신화에 나오는 나우플리오스의 아들이다. 미노스의 아들 카트레우스는 자식의 손에 죽을 것이라는 신탁을 받고 딸 아에로페와 클리메네를 노예매매에 관여하던 나우플리오스에게 주었다. 나우플리오스는 아에로페를 미케네 왕 아트레우스에게 팔고, 클리메네는 아내로 삼아 팔라메데스와 오이악스, 나우시메돈 3형제를 낳았다. 팔라메데스는 트로이 전쟁에 참가했다가 적과 내통했다는 누명을 쓰고 억울하게 죽었는데, 오이악스는 팔라메데스의 죽음이 아가멤논의 탓이라고 여겼다. 오이악스는 미케네로 가서 아가멤논의 아내 클리타임네스트라에게 남편이 첩을 데리고 돌아온다고 하였다. 아버지 나우플리오스도 팔라메데스의 죽음에 대한 보상을 거절당하자 각국을 돌아다니며 트로이 전쟁에 참가한 왕과 장수들의 아내로 하여금 남편을 배신하도록 부추겼다고 한다. 이로 인해 클리타임네스트라는 아이기스토스와 불륜을 맺은 뒤, 귀향한 아가멤논을 죽였다.